# Anton Albert Beekman

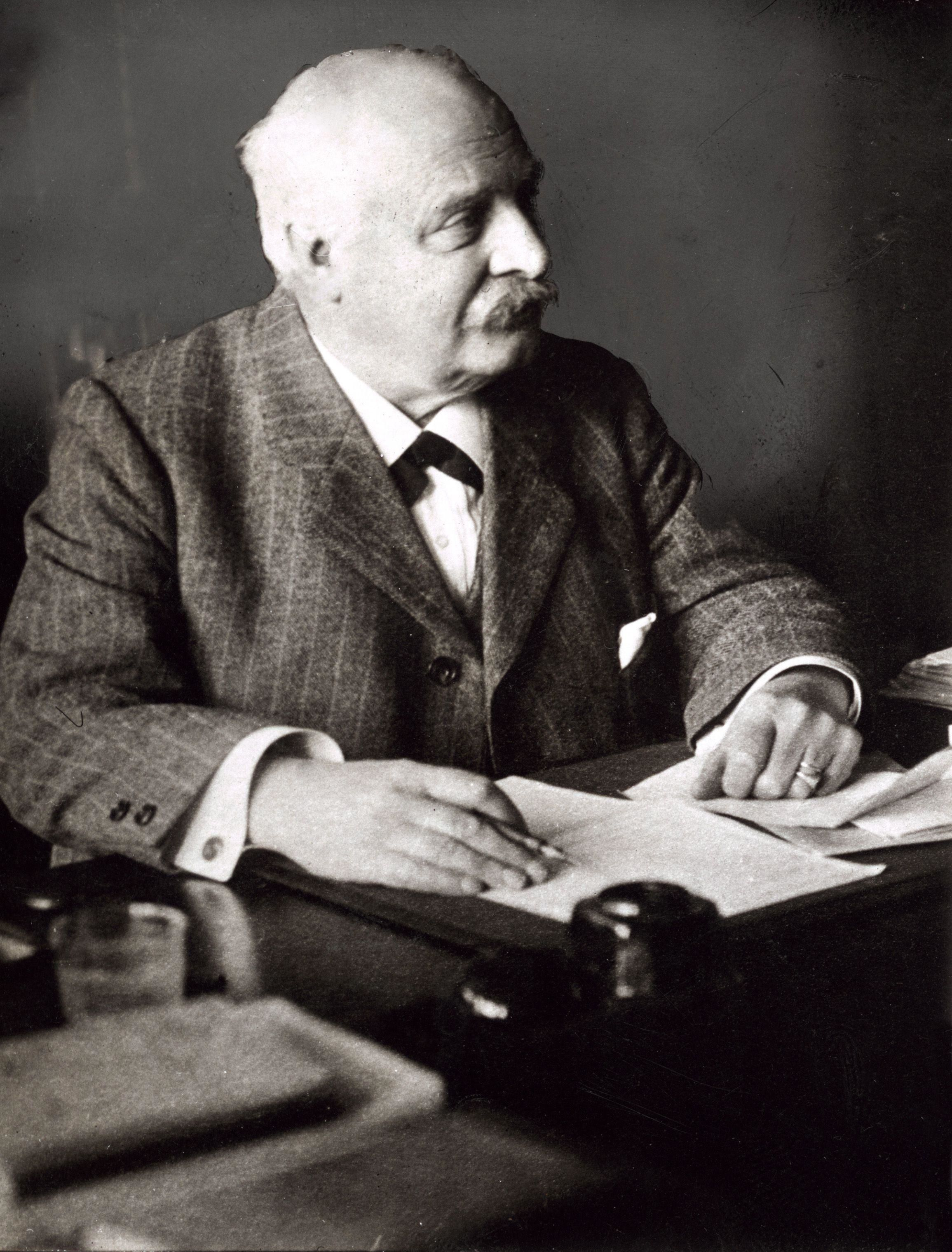
Beekman in 1924

Anton Albert Beekman (Amsterdam, 5 januari 1854 - Den Haag, 23 mei 1947) was een Nederlandse geograaf, die zich vooral richtte op de Nederlandse geografie. Hij wordt gezien als een van de grondleggers van de moderne geografie.

## Levensloop
Anton was de zoon van A.G.F. Beekman en A.F.A. Brouerius van Nideck. Hij volgde een schoolopleiding te Amsterdam en Wageningen. Daarna volgde hij een opleiding als genie officier op de KMA te Breda.Na zijn afstuderen daar in 1873 werkte hij als genie officier bij de aanleg van de Nieuwe Hollandse Waterlinie. Uit deze periode van zijn leven zou Anton de meeste kennis halen. Hij nam in 1879 ontslag en werd leraar in Zutphen, eerst in de  wiskunde, later werd hij aardrijkskundeleraar.  Doordat hij leraar was had hij veel vrije tijd over voor het publiceren van geografische werken. Naast een aantal novellen en schetsen schreef hij vooral geografisch werk. Hij publiceerde in zijn leven meer dan 250 werken. Hij werd met "Nederland als polderland" (1884, herzien in 1914 en 1932) de grondlegger van de historische geografie in Nederland en heeft daarmee in belangrijke mate bijgedragen aan het huidige inzicht in de waterstaatkundige ontwikkeling van ons land. Hij was een warm voorstander van afsluiting en droogmaking van de Zuiderzee. en heeft daar ook een aantal publicaties aan gewijd.  
Hij was samen met Roelof Schuiling de uitgever van de Schoolatlas van de geheele aarde, die vanaf 1893 ongeveer 25 jaar lang concurrentie heeft kunnen bieden tegen de Bosatlas van Wolters. 
Beekman was bestuurslid van het Koninklijk Nederlands Aardrijkskundig Genootschap, sinds 1923 erelid, daarnaast redacteur van het tijdschrift van het KNAG. Hij was samen met   prof. dr. P.J. Blok de drijvende kracht achter de "Geschiedkundige atlas van Nederland", waarvoor hij een aantal delen geschreven heeft, en vrijwel alle kaarten gemaakt heeft.  

## Publicaties
- Nederland als polderland: beschrijving van den eigenaardigen toestand der belangrijkste helft van ons land, tevens bevattende de topografie van dat gedeelte met de voornaamste bijzonderheden, toegelicht door kaarten en teekeningen (1884; 3e dr. 1932).
- De strijd om het bestaan: geschiedenis en tegenwoordige staat van de lage gronden van Nederland, voor niet-technici (1887).
- Plan van afsluiting en droogmaking der Zuiderzee (1890 en 1900).
- Schoolatlas van de geheele aarde (1889; 3e dr. 1903; 8e dr. 1927).
- Iets over onze groote rivieren - De Maas (1904)
- Het dijk- en waterschapsrecht in Nederland voor 1795 (deel 1) (deel 2) (1905-1907).
- Polders en droogmakerijen (1909-1912) (= N.H. Henket, Ch.M. Schols en J.M. Telders (red.), Waterbouwkunde, afd. VI)
  - Eerste boek: Beschrijving van het Nederlandsche polderland;
  - Tweede boek: Technische inrichting van polders
  - Platen behoorende bij Polders en droogmakerijen
- Droogmaking der Zuiderzee, pro en contra 1912, met B.J. Gelder
- De afsluiting en droogmaking der Zuiderzee (1914)
- De afsluiting en droogmaking der Zuiderzee. Weerlegging van bezwaren (1917, uitgave van de Zuiderzeevereniging
- Nederlandsch of Belgisch? Beknopt overzicht van de staatkundige geschiedenis van de Westerschelde, Zeeuwsch-Vlaanderen en Limburg (1919)
- Catalogus van kaarten, enz., betrekking hebbende op de oudere en tegenwoordige gesteldheid van Holland tusschen Maas en IJ, aanwezig op de tentoonstelling in het Stedelijk Museum te Amsterdam in september en october 1921 (1921)
- Een Buitenkansje 1921
- Schoolatlas van de geheele aarde 8e druk, 1929, met R. Schuiling
- Lijst van aardrijkskundige namen van Nederland 1936
- De stichting voor bevolkingsonderzoek in de Zuiderzeepolders 1936
- Een laatste woord : naar aanleiding van de brochure, uitgegeven door de Stichting voor het bevolkingsonderzoek in de Zuiderzeepolders, 1937
- Nederlandse Aardrijkskundige Namen, met H.J. Moerman, 1938.
- Deel 11 van het Middelnederlandsch Woordenboek (E. Verwijs en J. Verdam): Aanvullingen en verbeteringen op het gebied van dijk- en waterschapsrecht, bodem en water, aardrijkskunde, enz. 's-Gravenhage 1941.
- De wateren van Nederland aardrijkskundig en geschiedkundig beschreven (1948).
- Handboek der Middelnederlanse Geografie, 3e druk, 1949, L.Ph.C. van den Bergh, met aanvullingen van Beekman en H.J. Moerman

Naast bovenstaande publicaties heeft hij veel delen van de De Geschiedkundige atlas van Nederland geschreven. Voor een overzicht van die publicaties wordt verwezen naar het artikel over deze atlas. Daar wordt ook een overzicht gegeven van de karten die hij voor deze atlas gemaakt heeft.